# Hệ thống pháp luật Anh

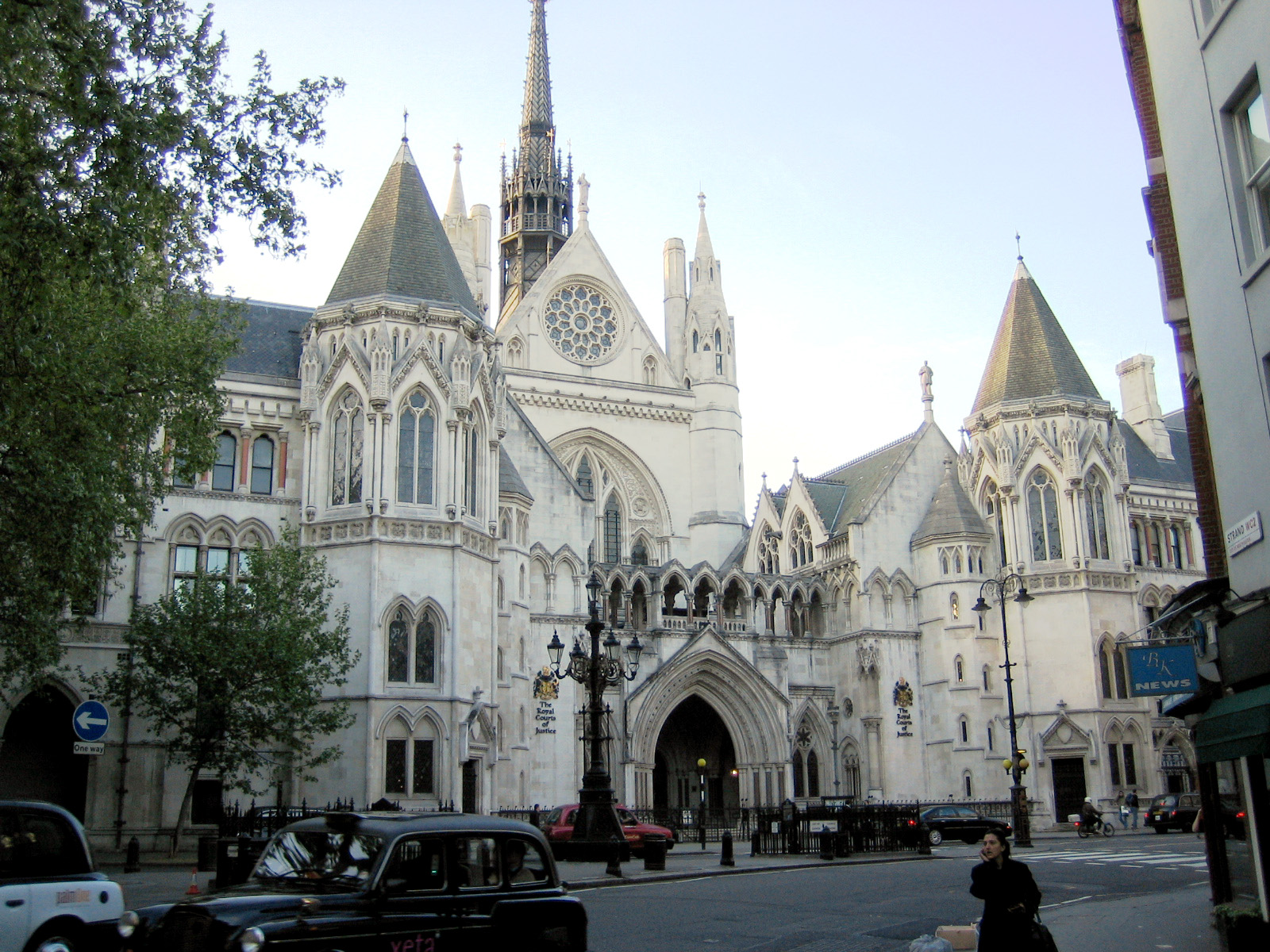
Tòa Hoàng gia, biểu tượng cho Hệ thống pháp luật Anh quốc

Pháp luật Anh là hệ thống pháp luật được áp dụng cho toàn xứ Anh và xứ Wales được xây dựng cơ sở của Thông luật. Hệ thống pháp luật Anh được sử dụng trong hầu hết các quốc gia thuộc Khối Thịnh Vượng Chung và Hoa Kỳ, ngoại trừ tiểu bang Louisiana (sử dụng hệ thống Dân luật). Nó được truyền bá sang các nước Khối thịnh vượng chung trong khi Đế quốc Anh bành trướng vào thế kỷ 19 và nó hình thành nên cơ sở của khoa học pháp lý của hầu hết các quốc gia chịu ảnh hưởng. Pháp luật Anh cũng tác động và ảnh hưởng mạnh mẽ ở nước Mỹ trước khi cuộc Cách mạng Mỹ năm 1776, nó là một phần của luật pháp của Hoa Kỳ thông qua quy chế tiếp nhận, ngoại trừ ở Louisiana từ đó Pháp luật Anh và cung cấp cơ sở nền tảng cho truyền thống pháp lý và chính sách ở Mỹ mặc dù nó không có thẩm quyền thay thế pháp luật.

## Lịch sử

### Trước 1066
Từ thế kỉ I đến thế kỉ V, đế chế La Mã thống trị nước Anh song không để lại dấu tích gì đáng kể, kể cả về mặt pháp luật. Sau thời kì này, nước Anh thoát khỏi sự đô hộ của đế chế La Mã, lãnh thổ Anh chia thành nhiều miền phong kiến khác nhau, đứng đầu là các lãnh chúa phong kiến và bị chia làm nhiều vương quốc nhỏ với các hệ thống pháp luật mang tính địa phương, chủ yếu là ảnh hưởng từ các quy tắc tập quán và thực tiễn của các bộ lạc người Giecmanh. Về pháp luật, Luật La Mã hầu như không áp dụng ở Anh, nguồn luật áp dụng là các tập quán địa phương, chưa có hệ thống pháp luật thống nhất, tồn tại nhiều vùng, miền khác nhau với nhiều tập quán khác nhau, những tập quán này được người Anh gọi là Luật ví dụ như chẵng hạn như Luật Dane được áp dụng ở miền Bắc, Luật Mercia ở miền Trung và Luật Wessex ở miền Tây và miền Nam. 
Đặc điểm của tập quán là áp dụng theo nguyên tắc vùng, các tập quán rất đa dạng giữa các vùng, tập quán của vùng nào chỉ áp dụng cho vùng đó Khi các bên có tranh chấp thường áp dụng tập quán địa phương để phân xử. Những người già sẽ đứng ra giải thích chính xác các tập quán địa phương áp dụng cho các tranh chấp đó. Về tư pháp thì có các tòa án của các lãnh chúa phong kiến với phương thức xét xử sử dụng các yếu tố siêu nhiên, thần thánh. Sự hiện diện của nhiều hệ thống tòa án khác nhau (gọi là các Tòa án truyền thống). Ở mỗi địa phương, đều có những Tòa địa hạt (County Court) được chủ trì bởi các giám mục và các hạt trưởng, thực hiện việc xét xử dựa trên những tập quán địa phương. Ngoài ra, còn có Tòa án Giáo hội sử dụng luật của Giáo hội (Canon Law), tòa án ở các thành phố áp dụng Luật thương gia và Tòa Lãnh chúa áp dụng các quy tắc tập quán phong kiến. Tòa án lúc đó là những người dân được triệu tập để cùng giải quyết tranh chấp và nếu không xử được người ta dùng phương pháp thử tội (ordeal) bằng việc bắt bị cáo cầm vào một miếng sắt nung đỏ, hoặc cầm một viên đá đã được ngâm trong nước sôi, hoặc hình thức thề độc. Nếu vết thương đó lành sau một thời gian xác định, anh ta sẽ bị tuyên là vô tội và ngược lại.

### Từ 1066-1485
Đây là giai đoạn hình thành Thông Luật, bắt đầu vào năm năm 1066 người Norman đánh bại người Anglo – Sacxon trong trận Hastings, thống trị nước Anh. William I vốn là một người Pháp lên ngôi vua, ông vẫn duy trì tập quán pháp của Anh. Nhưng trên thức tế lại cố làm cho mọi người quên đi ảnh hưởng của quá khứ và xây dựng một chế độ phong kiến tập quyền nhằm nắm độc quyền trong mọi lĩnh vực của đời sống xã hội kể cả lĩnh vực tư pháp. Thuật ngữ luật chung (Common Law) xuất phát từ quan điểm cho rằng các tòa án do nhà vua lập ra, áp dụng các tập quán chung (Common Custom) của vương quốc, trái ngược với những tập tục luật pháp địa phương áp dụng ở các miền hay ở các tòa án của điền trang, thái ấp phong kiến. Đến thời vua Henry II (1133-1189) là giai đoạn phát triển của một hệ thống Common law có tính chất quốc gia (a national Common law). Ông gửi các thẩm phán hoàng gia tới nắm tòa án ở các nơi. Trong nhiều thập kỉ, họ đã phải cạnh tranh với các tòa án ở địa phương như tòa án của tỉnh (county), tòa án giáo hội, tòa án của lãnh chúa phong kiến, ông đưa các thẩm phán từ tòa án Hoàng gia đi khắp nơi trong nước và sưu tầm, chọn lọc cách thức giải quyết các tranh chấp. 
Sau đó những thẩm phán này sẽ trở về thành Luân đôn và thảo luận về những vụ tranh chấp đó với các thẩm phán khác. Những phán quyết này sẽ được ghi lại và dần trở thành án lệ (precedent), hay theo Tiếng Latin là stare decisis. Theo đó, khi xét xử thẩm phán sẽ chịu sự ràng buộc bởi những phán quyết đã có từ trước đó. Đến cuối thế kỉ XIII, các Tòa án Hoàng gia thắng thế trong việc xét xử vì chất lượng xét xử tốt và trình độ chuyên môn cao. Dần dần, các tòa án địa phương lấy án lệ của Tòa án Hoàng gia làm khuôn mẫu. Common law bắt đầu chiếm vị trí quan trọng và thu hút nhiều công việc pháp lý, mặc dù trong một thời gian dài đã phải cạnh tranh với nhiều hệ thống pháp lí: luật tập quán địa phương, luật thương gia hay các quy tắc tập quán phong kiến... đã tạo ra một hệ thống luật chung và sáng tạo ra một hệ thống tòa án thống nhất đầy quyền năng, Thuật ngữ "Common Law" bắt đầu xuất hiện từ năm 1154 dưới thời vua Henry II.
Các nguyên tắc bền vững của luật chung đã được tạo ra bởi ba tòa án được vua Henry II thành lập là Tòa án Tài chính (Court of Exchequer) để xét xử các tranh chấp về thuế, Tòa án thỉnh cầu Phổ thông (Court of Common Pleas) đối với những vấn đề không liên quan trực tiếp đến quyền lợi của nhà vua và Tòa án Hoàng Đế (Court of the King's Bench) để giải quyết những vụ việc liên quan trực tiếp đến quyền lợi của Hoàng gia. Đầu tiên, Tòa án Hoàng Đế có thẩm quyền kiểm tra sự lạm quyền của chính nhà vua, từ đó hình thành ra nguyên tắc căn bản của luật chung là sự tối thượng của pháp luật (Supremacy of the law). Ngày nay nguyên tắc này không phải chỉ áp dụng cho vua, mà mọi hành vi của chính quyền đều có thể bị đưa ra xét xử trước tòa án.
Thời kì này sự ra đời và phát triển của hệ thống trát (writ) hay là lệnh gọi ra tòa, lệnh hầu tòa. Một người muốn kiện lên tòa án Hoàng gia phải đến Ban thư ký của nhà vua (chancery), đóng phí và được cấp trát. Trát nêu rõ cơ sở pháp lý mà bên nguyên đưa ra cho vụ việc của mình. Hệ thống trát có vai trò quan trọng như câu khẩu hiện: "No writ no remedy" (tạm dịch là "không có trát thì không có chế tài"). Hệ thống trát mang đặc trưng của pháp luật Thông luật, chứng tỏ vai trò quan trọng của các thủ tục tố tụng. Đó là điều mà giới Luật gia Anh cho rằng luật La Mã chỉ giúp cho việc tìm kiếm giải pháp đúng đắn cho tranh chấp nhưng chưa cho phép thắng kiện. Thông luật hình thành tách biệt với quyền lực lập pháp. Thông luật hình thành bằng con đường nội tại. Sự hình thành thông luật có tính liên tục và kế thừa lịch sử pháp luật các giai đoạn trước. Nguyên tắc Stare Decisis (tiền lệ phải được tuân thủ) được hình thành và trở thành nguyên tắc rất quan trọng trong hệ thống thông luật. Thông luật vừa có tính cứng nhắc vừa có tính linh hoạt.

### Từ 1485-1832
Đến thế kỷ thứ 15, khi đó xuất hiện một thực tiễn pháp lý là khi Thông luật không đủ sức để giải quyết một vụ việc, và người đi kiện cho rằng cách giải quyết của Thông luật là chưa thỏa đáng. Chính điều này là cơ sở để xuất hiện hệ thống mới là hệ thống pháp luật công bình (system of equity) xét xử dựa trên nguyên tắc lẽ thật và lẽ công bằng, đồng thời đi đôi với đó là xuất hiện thiết chế Tòa công bình, do viên Tổng chưởng lý hay Đại Chưởng ấn (Lord Chancellor) đứng đầu làm chủ tọa. Trong trường hợp Thông luật không đáp ứng được cho bên bị thiệt hại tức là không đảm bảo được tính công bằng thì một công chức của tòa án (chancellor) sẽ trình vụ việc lên nhà vua. Thông qua các đơn từ gửi tới nhà vua và phán quyết của các Đại chưởng ấn (Chancellor), dẫn đến việc hình thành một hệ thống pháp luật thứ hai gọi là luật công bằng (Equity law hay Chancery justice). Về bản chất thì luật công bình vẫn chiếm ưu thế hơn so với luật Thông luật (Common Law) trong trường hợp có sự xung đột. Điều này đã được nêu trong Đạo luật hệ thống Tư pháp (Judicature Acts) năm 1873 và 1875.

### Từ 1832 đến nay
Đặc điểm cơ bản của hệ thống Thông luật là dựa trên những phán quyết theo tập quán của tòa án, và bản thân thuật ngữ luật chung cũng thường được dùng khi muốn nói đến việc pháp luật nước Anh không căn cứ vào văn bản luật. Cơ sở của luật chung là các phán quyết của tòa án, thường được gọi là tiền lệ, đây là đặc điểm cơ bản chủ yếu để phân biệt hệ thống luật này với hệ thống Dân luật của La Mã–Đức. Mặt hạn chế của hệ thống luật chung trước đây là tinh cứng rắn, kém linh hoạt. Về nội dung cũng như về thủ tục, các tòa án chỉ theo đúng những gì mà tiền lệ đã làm, nên không thích nghi được với những tình huống phức tạp mới mẻ. Vì vậy, tại nước Anh, bên cạnh các luật chung còn có lẽ công bằng tự nhiên (equity) được áp dụng khi luật chung không có. Tình hình này tồn tại cho đến tận thế kỷ 19 khi Đạo luật Tư pháp (Judicature Act) năm 1873 cũng quy định sự kết hợp giữa luật chung với các quy định của lẽ công bằng. Đây cũng là giai đoạn cải cách và phát triển pháp luật Anh với sự xuất hiện của nhiều luật, tòa án hành chính, văn bản hành chính. Đặc biệt là việc gia nhập EEC năm 1972 có tác động đến sự phát triển của hệ thống pháp luật Anh. Ngày nay, các luật gia Anh ngày càng quan tâm và có nhiều học hỏi từ hệ thống Civil law. Sự phát triển của hệ thống luật chung ra khắp thế giới cũng khác với cách thức phát triển của hệ thống dân luật. các nước theo hệ thống luật chung đều có mối quan hệ chính trị trực tiếp với nước Anh như Úc, Canada, Ấn Độ, Ireland, Tân Tây Lan, và Hoa Kỳ.

## Cấu trúc hệ thống
Khác với Dân luật, Pháp luật Anh không phân chia thành Luật công (Công pháp) và luật tư (Tư pháp) vì sự phân biệt này ít có ý nghĩa trong thời kì phong kiến ở Anh, giai đoạn đầu của sự phát triển Thông luật vì các quyền công và tư được xác định thông qua quyền lợi về tài sản, nhưng không có sự phân biệt giữa sở hữu tài sản và các sơ quan công theo kiểu Dân luật. Mặt khác, theo quan điểm của người Anh thì vua là tối cao, tất cả đều phải phục tùng nhà vua không phân biệt công hay tư. Hệ thống tòa án trở thành nơi xem xét các hoạt động lập pháp, hành pháp, kể cả trong tranh chấp tư. Do vậy không có sự phân biệt hoàn toàn về quyền lực theo kiểu Dân luật.

### Án lệ
Án lệ là nguồn chính của Pháp luật Anh, phân biệt với các nước Dân luật coi pháp luật thành văn (status law) làm nguồn chính. Hệ thống án lệ này sẽ được phát triển qua các vụ việc được tòa án xét xử. Việc sử dụng án lệ làm nguồn chính cho thấy đặc điểm tư duy pháp lý chủ nghĩa kinh nghiệm (empiricism) hay lối suy luận quy nạp đi từ trường hợp cá biệt đến cái tổng quát, nguyên tắc. Hệ quả tích cực của nó là làm thành một hệ thống luật mở, gần gũi với đời sống thực tế, tạo nên tính chủ động sáng tạo, mềm dẻo và linh hoạt trong tư duy pháp luật. Đồng thời cũng hạn chế sự phát sinh của luật (trong trường hợp nhiều vụ án tương tự nhau có thể cùng áp dụng một án lệ). Chỉ có những bản án có tính chất bắt buộc mới trở thành án lệ và có tính pháp lý. Còn các bản án khác chỉ có tính gợi ý, tham khảo. Ví dụ như ở Anh, chỉ có Tòa án tối cao mới được phép ban hành án lệ, các tòa án cấp dưới phải tuân theo. Các án lệ bắt buộc được viết trong Law Reports (Tập san án lệ), All England Law Reports, Weekly Law Reports... nó đã được pháp điển hóa. Đây có thể coi là một minh chứng cho sự xích lại gần nhau của 2 hệ thống Common law và Civil law. Viện dẫn các tập quán không có giá trị bắt buộc hoặc bản án không phải là án lệ hoặc các obiter dicta (bình luận, nhận xét của thẩm phán).

### Lẽ phải
Lẽ phải cũng là một nguồn luật thể hiện nét đặc thù của pháp luật Anh thể hiện ở Luật Công bình. Trong trường hợp một vụ án phát sinh không có tiền lệ pháp phù hợp, không có luật thành văn hay tập quán pháp thì thẩm phán chính là ngưới tạo ra luật pháp bằng cách sử dụng lẽ phải.

## Ảnh hưởng

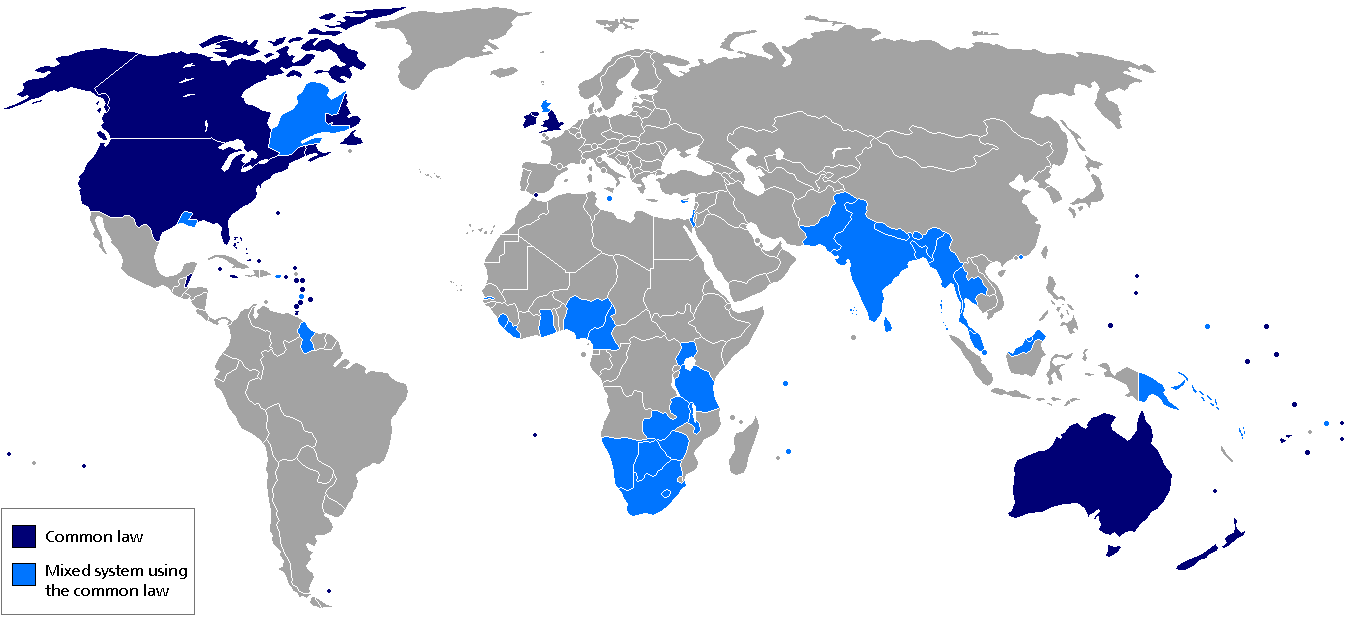
Biểu đồ thể hiện sự ảnh hưởng của pháp luật Anh